# Kurt Carlsen
Henrik Kurt Carlsen (født 20. februar 1914 i Hillerød, død 7. oktober 1989 i New Jersey) var en dansk skibskaptajn, der blev verdensberømt, da han ene mand under stor mediedækning forgæves kæmpede for at holde sit skib Flying Enterprise oppe. Pga. denne kamp er der gennem årene blevet gisnet om skibets last og hans motiver for ikke at forlade skibet.
Han blev 17. januar 1952 i New York hædret med Merchant Marine Distinguished Service Award for sin stædige kamp. Ligeledes blev han udnævnt til Ridder af Dannebrog . Kort tid efter forliset fik han kommandoen over et nyt skib – Flying Enterprise 2.
I 1938 bosatte han sig i USA på Staten Island, men valgte dog senere at flytte. Han fortsatte i skibsbranchen fra 1944 frem til sin pension i 1976. Sammen med sin danske kone Agnes Sørensen (1911-2005),fra Blåvand, fik han to døtre i USA. Desuden havde han en søster, der blev hjemme i Danmark.
Efter sin død blev han kremeret og fik spredt sin aske ud for Land's End i England, hvor Flying Enterprise gik ned[kilde mangler].